# JS Capesterre
El JS Capesterre es un equipo de fútbol de Guadalupe que juega en la Primera División de Guadalupe, la tercera liga de fútbol en importancia en el país.

## Historia
Fue fundado en la ciudad de Capesterre Marie Galante con el nombre CS Capesterre y ha sido campeón de la División de Honor de Guadalupe en una ocasión en la temporada 1984/85, y se han mantenido a la sombra de los equipos fuertes de la ciudad como el CS Capesterre Ball y el CS Capesterrien. También han sido campeones de copa en 3 ocasiones.
A nivel internacional han participado en un torneo continental, en la Copa de Campeones de la Concacaf 1985, en la cual fueron eliminados en la segunda ronda por el Defence Force FC de Trinidad y Tobago.

## Palmarés
- División de Honor de Guadalupe: 1

1984/85
- Copa de Guadalupe: 3

1956/57, 1961/62, 1981/82

## Participación en competiciones de la Concacaf
- Copa de Campeones de la Concacaf: 1 aparición

1985 - Segunda ronda Caribeña